# Nürnberger Schraubenfabrik und Façondreherei
Die Nürnberger Schraubenfabrik und Façondreherei war die erste Schraubenfabrik in Bayern.
Mit „Façon“ war „Form“ gemeint, d. h. es wurden Metallrohlinge je nach Anforderung in eine präzise Form gedreht.
Neben der Schraubenproduktion gelangte in der späteren Firmengeschichte die Entwicklung und Herstellung von Bauelementen der Radiotechnik zunehmend an Bedeutung.

## Unternehmensgeschichte
Das Unternehmen wurde am 1. Oktober 1889 durch Carl Göbel und Johann Schoter unter dem Namen Göbel & Schoter in Nürnberg, Fürther Straße, gegründet.
Nach dem Ausscheiden von Johann Schoter 1890 führte Carl Göbel die Firma unter dem Namen Nürnberger Metallschraubenfabrik und Façondreherei Carl Göbel fort.
1897 gründete Göbel gemeinsam mit den Gebrüdern Jakob und Louis Saemann die GmbH Nürnberger Schraubenfabrik und Façondreherei Carl Göbel Gesellschaft mit beschränkter Haftung. Das Fertigungsprogramm umfasste weiterhin vorwiegend Façon- und Drehteile.
Nach dem Ausscheiden Göbels 1899 erfolgte die Namensänderung der Firma in Nürnberger Schraubenfabrik und Façondreherei GmbH. 1911 erfolgte die Umwandlung der GmbH in eine OHG.
Nachdem 1920 eine Zweigniederlassung in Berlin eröffnet worden war, begann man 1923 mit der Entwicklung und Herstellung von Radiozubehörteilen mit dem Logo „NSF“. Dieser Geschäftszweig wurde 1927 in Nürnberg räumlich in ein gesondertes Elektrowerk ausgegliedert.
1932 erfolgte in Croydon/England die Gründung der British NSF zur Fertigung von Teilen für den Rundfunkgerätebau.
1934 umfasste die Belegschaft 2200 Personen. Die Firma expandierte weiter. Eine Umstellung auf Rüstungsbetrieb kündigte sich bereits in dieser Zeit an, als die Schraubenfabrik Rüstungsaufträge ausführte und das Elektrowerk Bauteile für Volksempfänger und militärische Nachrichtentechnik herstellte. Die jüdischen Eigentümer wurden zur Veräußerung der Fabrik gezwungen. Deshalb wurde der Betrieb 1938 an die neu gegründete Gesellschaft Nürnberger Schraubenfabrik GmbH verkauft und 1939 vorwiegend auf Rüstungsaufträge umgestellt. 
Um dem gesamten Fabrikationsprogramm in der Firmenbezeichnung Rechnung zu tragen, erfolgte 1940 die Änderung der Firmenbezeichnung in N.S.F. Nürnberger Schraubenfabrik und Elektrowerk GmbH.
1941 wurde die Firma durch die AEG übernommen.
1960 erfolgte die Umbenennung der N.S.F. Nürnberger Schraubenfabrik und Elektrowerk G.m.b.H. in Nürnberger Schwachstrom-Bauelemente Fabrik G.m.b.H. (später Werk der Telefunken Microelektronik GmbH). Das Logo „NSF“ blieb erhalten.
Die Sparte „Schraubenfabrik“ wurde 1960 vom Gutehoffnungshütte-Konzern übernommen. Nach dessen Fusion mit der Gutehoffnungshütte Schwerte GmbH, verlagerte man die Produktion 1967 nach Schwerte an der Ruhr.

## Produkte

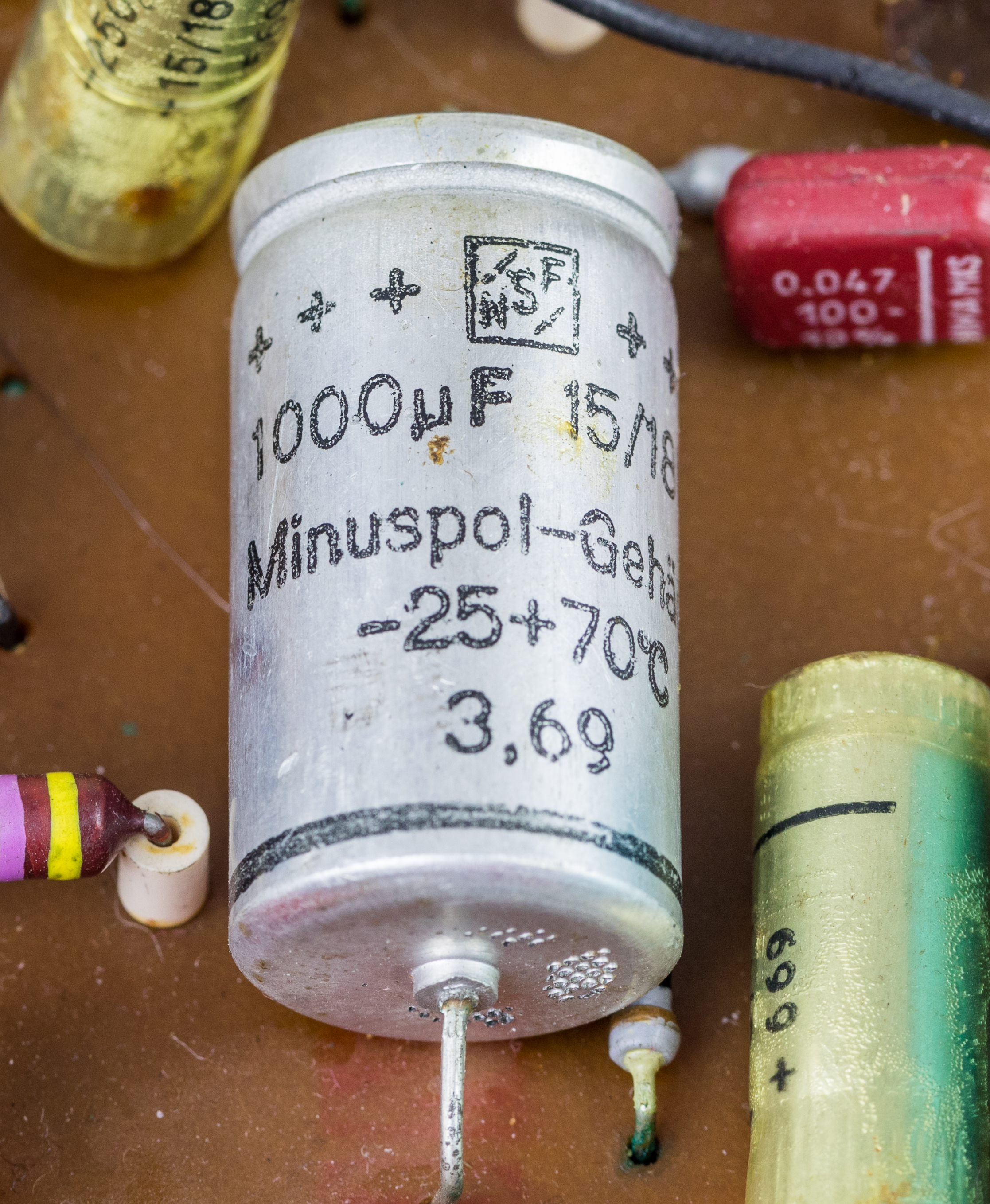
1000 µF-Kondensator der NSF

Das Elektrowerk war spezialisiert auf die Entwicklung und Herstellung passiver Bauelemente der Radiotechnik. Hierzu gehörten insbesondere Skalenscheiben, Bananenstecker, Widerstände und Kondensatoren aller Art.
Auch Detektorempfänger gehörten zum Angebot des Unternehmens.